# Antropisch principe
Het antropisch principe (Grieks ἄνθρωπος anthropos = mens) is het door Robert Dicke voorgestelde en door John D. Barrow en Frank J. Tipler verder uitgewerkte idee dat er een nauw verband bestaat tussen ons mens-zijn en de eigenschappen van het heelal. Het bestaat in drie hoofdvarianten: het zwak antropisch principe, het sterk antropisch principe en het definitief antropisch principe.

## Zwak antropisch principe
Het zwak antropisch principe gaat uit van de constatering dat om enige waarneming van het heelal te doen, er noodzakelijkerwijs intelligent leven moet zijn. Dit idee hangt vaak samen met de gedachte dat de fysische constanten - bijvoorbeeld de fijnstructuurconstante - wellicht niet helemaal constant zijn, maar dat er andere delen van het heelal zijn, te ver weg om waar te nemen, of wellicht andere universums, waar hun waarde anders is. A priori zou dan verwacht mogen worden dat onze waarden van de natuurconstantes 'gemiddeld' of in elk geval niet erg zeldzaam zouden zijn, maar als slechts weinig waarden intelligent leven mogelijk maken, is het toch niet vreemd dat wij in een dergelijk heelal leven - in een ander heelal zouden wij niet bestaan.
Neem als een voorbeeld de rol van de dichtheid bij de evolutie van het heelal. Als de dichtheid van het heelal te hoog is, zal het snel ophouden met uitdijen en weer inkrimpen. Maar als de dichtheid te laag is, zal de uitdijing zo snel gaan, dat sterrenstelsels en sterren zich niet kunnen vormen. In beide gevallen is het moeilijk om leven zoals het onze voor te stellen. Als het tussenliggende geval van leven zeer precieze waardes van de natuurconstantes nodig heeft, dan moet ons heelal deze waardes blijkbaar hebben.
Tegenstanders verwerpen dit principe als een nietszeggende tautologie omdat het onderliggende idee van niet-waarneembare delen van het heelal met andere natuurconstanten theoretisch onbewijsbaar en onweerlegbaar is en als zodanig geen plaats moet hebben in de wetenschap.
Een ander bezwaar dat tegen het principe wordt ingebracht, is dat de mogelijkheden voor intelligent leven weleens uitgebreider zouden kunnen zijn dan wat wij ons daar meestal bij voorstellen. Mogen we bijvoorbeeld wel het bestaan van koolstof en zwaardere elementen als noodzakelijk voor leven beschouwen?

## Sterk antropisch principe
Het sterk antropisch principe zegt dat het universum noodzakelijkerwijs zo moet zijn dat het leven mogelijk maakt. Andere universums zouden simpelweg niet kunnen bestaan. De meeste wetenschappers verwerpen dergelijke ideeën als metafysisch en ongewenst teleologisch (aannemend dat het universum een doel heeft).
Aanhang voor dit idee is in de eerste plaats bij bepaalde religieuze personen en groepen te vinden (God zou het heelal dusdanig hebben geschapen dat er mensen zouden ontstaan), maar er zijn ook argumenten vanuit de wetenschap. In een extreme lezing van de Kopenhageninterpretatie van de kwantummechanica opperen sommigen dat niets, ook het heelal niet, bestaat als het niet wordt waargenomen. Derhalve zou een heelal zonder waarnemers onmogelijk zijn.

## Kosmologie en snaartheorie
De laatste decennia is onder de noemer van het antropisch principe in de kosmologie een vorm van teleologisch denken weergekeerd, hoewel het door de meeste onderzoekers als niet-wetenschappelijk wordt gezien. Brandon Carter gaf het principe in 1973 zijn naam. Het antropisch principe geeft een antwoord op de vraag: waarom begon het heelal in een eenvoudige toestand (de oerknal), maar is het sindsdien steeds complexer geworden, tot het menselijk leven kan herbergen, van een hoger ontwikkeld niveau zelfs dan noodzakelijk is voor overleving?
Het antropisch principe wordt soms te hulp geroepen om te verklaren dat de waarden van de natuurconstanten (gravitatieconstante, fijnstructuurconstante, constante van Planck) enzovoort "toevallig" zo uitpakken dat sterrenstelsels, sterren, planeten, koolstofchemie en dus leven mogelijk zijn.
Binnen de snaartheorie zijn astronomisch veel theorieën mogelijk, omdat constanten onbepaald zijn. Leonard Susskind sprak in 2003 van het "antropische landschap van de snaartheorieën" en wilde het principe gebruiken om zinnige theorieën te selecteren. Onder natuurkundigen is dit omstreden.

## Tegenwerping
De Amerikaanse natuur- en sterrenkundige Victor Stenger bestrijdt het antropisch principe. Hij verwijst naar wetenschappelijke artikelen die aantonen dat ook met vele verschillende andere waarden van natuurconstanten leven mogelijk is. Anderzijds zijn de omstandigheden in het huidige heelal ook weer niet zo bevorderlijk voor leven, dat het op meer planeten voorkomt.

## Stand van zaken
Paul Davies vat de mogelijkheden die in het debat genoemd zijn als volgt samen:
1. Het absurde heelal: het is toevallig zoals het is.
2. Het unieke heelal: door dieperliggende verbanden in de natuurkunde moet het heelal zijn zoals het is. Een theorie van alles zal dit verklaren.
3. Het multiversum: er bestaan meerdere heelallen, met alle mogelijke combinaties van karakteristieken. Uiteraard bevinden we ons in een heelal dat ons bestaan mogelijk maakt.
4. Creationisme: een schepper ontwierp het heelal opzettelijk om intelligent leven mogelijk te maken.
5. Het principe van het leven: door een diep beginsel moet het heelal zich ontwikkelen tot leven en bewustzijn.
6. Het zelfverklarende heelal: misschien kunnen alleen heelallen bestaan waarin bewustzijn mogelijk is. Dit is het Participatory Anthropic Principle (PAP) van de natuurkundige John Wheeler.
7. Het nepheelal: we leven in een simulatie (simulatiehypothese).
Er is ook nog:
8. Het model van de vruchtbare universa. Dit model van Lee Smolin houdt een kosmologische natuurlijke selectie in, waarin heelallen die op het onze lijken meer kans op opvolgers (nageslacht) hebben.